# Missouri City (Texas)
Missouri City város az USA Texas államában, Fort Bend és Harris megyében. Lakosainak száma 74 259 fő (2020. április 1.). Missouri City Houston és Sugar Land községekkel határos.

## Népesség
A település népességének változása:

| 2010 | 67 358 |
| 2020 | 74 259 |